# شو یونلی
شو یونلی (انگلیسی: Xu Yunli؛ زادهٔ ۲ اوت ۱۹۸۷) بازیکن والیبال اهل چین است.
از افتخارات وی می‌توان به کسب مدال طلا به همراه تیم ملی والیبال زنان چین در بازی‌های المپیک تابستانی ۲۰۱۶ اشاره کرد.